# Spoorlijn Kiel - Neustadt
De spoorlijn Kiel - Neustadt is een Duitse spoorlijn in Sleeswijk-Holstein en is als spoorlijn 1023 onder beheer van DB Netze.

## Geschiedenis
Het traject werd door de Altona-Kieler Eisenbahn-Gesellschaft (AKE) op 31 mei 1866 geopend. Op het gedeelte tussen Eutin en Neustadt werd op 23 mei 1982 werd het personenvervoer stilgelegd en op 31 december 1982 werd het goederenvervoer, dit gedeelte werd in 1983 opgebroken.

## Treindiensten

### Deutsche Bahn
De Deutsche Bahn verzorgt het personenvervoer op dit traject met RE en RB treinen.
| Serie | Treinsoort                      | Route | Bijzonderheden |
| ----- | ------------------------------- | --- | -------------- |
| RE 83 | RegionalExpress (DB Regio Nord) | Kiel Hbf – Preetz – Bad Schwartau – Lübeck Hbf – Ratzeburg – Büchen – Lüneburg                                                           |                |
| RB 76 | Regionalbahn (DB Regio Nord)    | Kiel Hbf – Kiel Schulen am Langsee |                |
| RB 84 | Regionalbahn (DB Regio Nord)    | Kiel Hbf – Preetz – Plön – Eutin – Lübeck Hbf                                                                                            |                |
| RB 85 | Regionalbahn (DB Regio Nord)    | Lübeck Hbf – Bad Schwartau – Timmendorfer Strand – Sierksdorf – [ Neustadt (Holst) ] / [ Oldenburg (Holst) – Fehmarn-Burg – Puttgarden ] |                |

## Aansluitingen
In de volgende plaatsen is of was er een aansluiting op de volgende spoorlijnen:
Kiel Hauptbahnhof
DB 1022, spoorlijn tussen Kiel en Osterrönfeld
DB 1032, spoorlijn tussen Meimersdorf en Kiel Hauptbahnhof
DB 1220, spoorlijn tussen Hamburg-Altona en Kiel
DB 9106, spoorlijn tussen Kiel Süd en Kiel Marinearsenal
aansluiting Kiel Hauptbahnhof SS
DB 1033, spoorlijn tussen Meimersdorf en de aansluiting Kiel Hauptbahnhof SS
DB 9107, spoorlijn tussen Kiel Süd en Schönberg
Preetz
lijn tussen Kirchbarkau en Lütjenburg
Ascheberg
DB 1041, spoorlijn tussen Neumünster en Ascheberg
Bad Malente-Gremsmühlen
DB 1112, spoorlijn tussen Bad Malente-Gremsmühlen en Lütjenburg
Eutin
DB 1110, spoorlijn tussen Eutin en Bad Schwartau
Neustadt
DB 1100, spoorlijn tussen Lübeck en Puttgarden

## Afbeeldingen

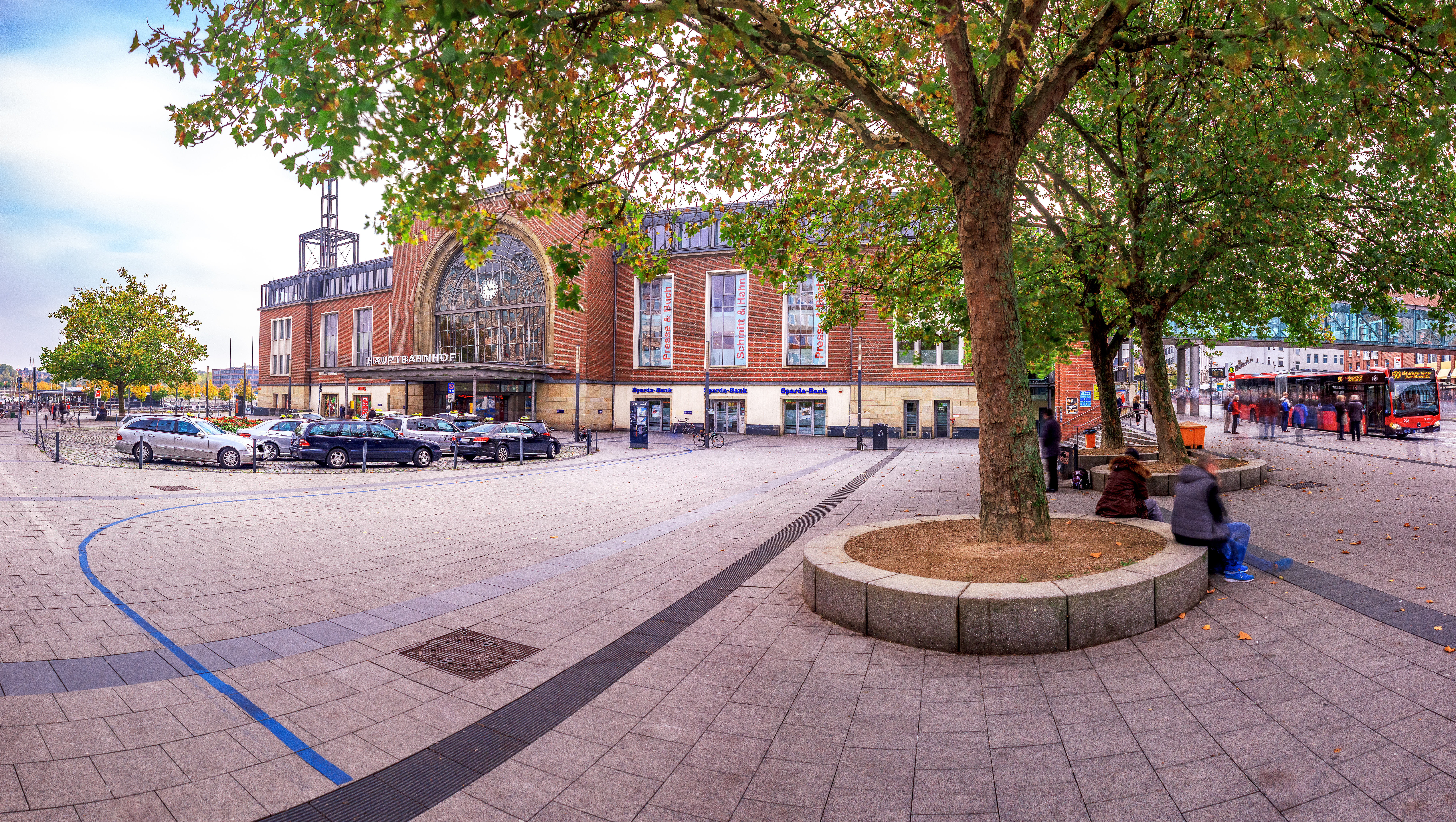
Kiel Hauptbahnhof
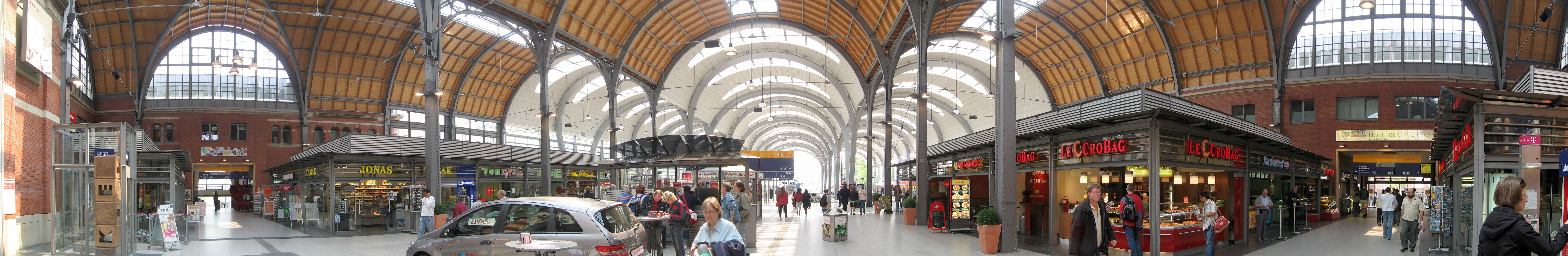
Kiel Hauptbahnhof, interieur
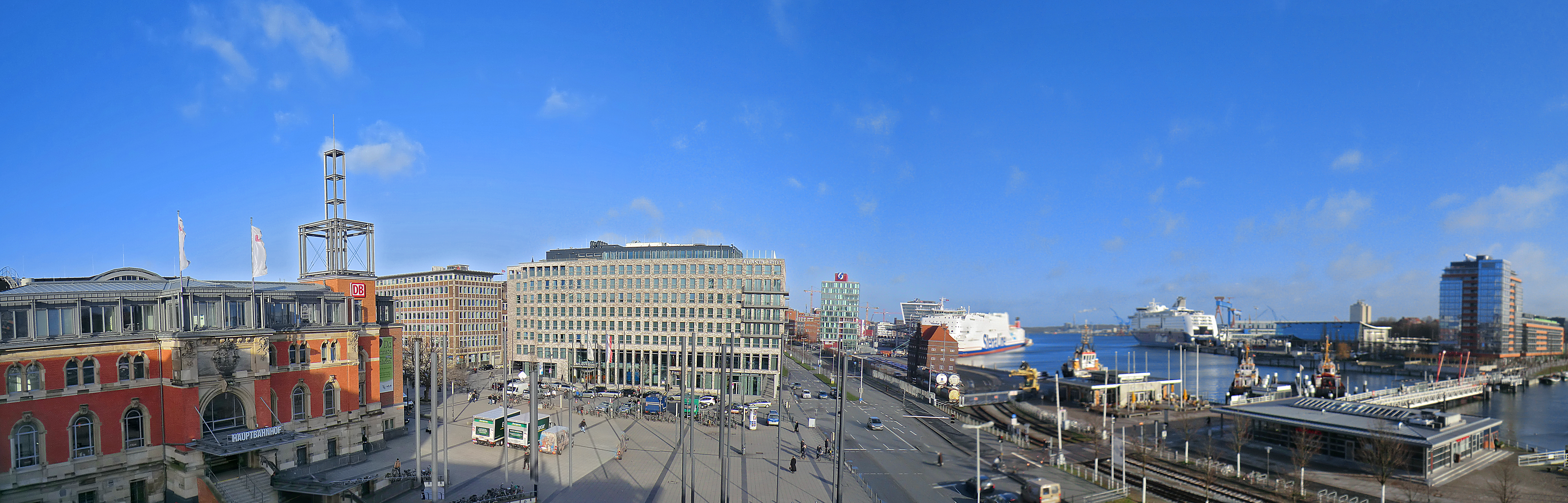
Haven van Kiel, links oostzijde Hauptbahnhof
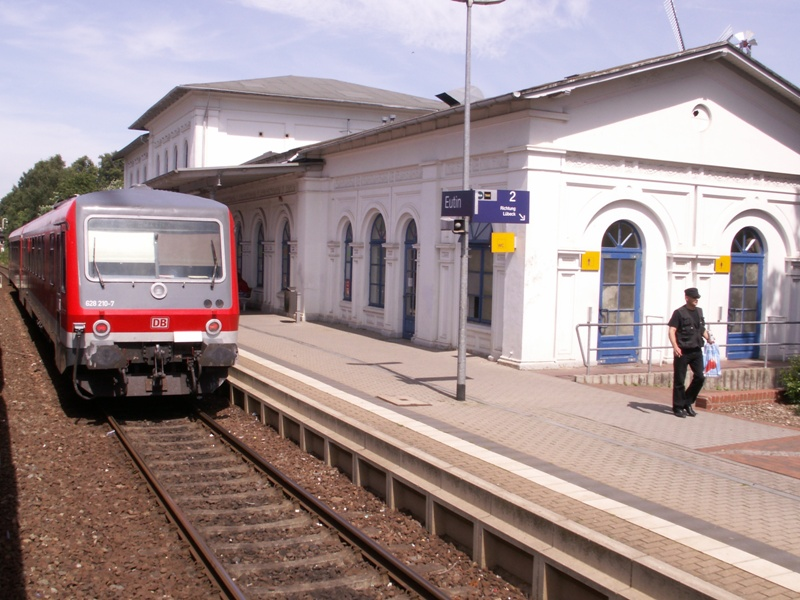
Station Eutin